# Maliskamp Oost
Maliskamp Oost is een woonwijk in 's-Hertogenbosch, in de Nederlandse provincie Noord-Brabant, behorend tot stadsdeel Rosmalen Zuid. De wijk ligt in het zuiden van de plaats Rosmalen.

## Aangrenzende wijken
| Aangrenzende wijken | Aangrenzende wijken | Aangrenzende wijken          | Aangrenzende wijken | Aangrenzende wijken |
| ------------------- | ------------------- | ---------------------------- | ------------------- | ------------------- |
| Molenhoek           |                     |                              |                     | Binckhorst          |
|                     |                     |                              |                     |                     |
| Maliskamp West      | Het Vinkel          |                              |                     |                     |
|                     |                     |                              |                     |                     |
|                     |                     | Gemeente Sint-Michielsgestel |                     |                     |